# قلب‌شکن
قلب‌شکن (به انگلیسی: Heartbreaker) نام آهنگی از گروه راک بریتانیایی لد زپلین است. این آهنگ در آلبوم لد زپلین دو قرار دارد که در سال ۱۹۶۹ منتشر شد. هر چهار عضو گروه در نوشتن این ترانه سهم داشتند. این آهنگ در استودیوهای A&R در نیویورک در هنگام دومین کنسرت گروه در تور ایالات متحده ضبط شد. این آهنگ آغازگر طرف دوم آلبوم است و عمدتاً به خاطر گیتار ریف ماندگارش به نوازندگی جیمی پیج شهرت دارد. این آهنگ به عنوان شانزدهمین تک‌نوازی گیتار برتر تمام دوران‌ها توسط مجله گیتار ورلد انتخاب شده است. در سال ۲۰۰۴، رولینگ استون این آهنگ را در رده ۳۲۰ در فهرست ۵۰۰ آهنگ برتر تمام دوران‌ها قرار داد. این ترانه همچنین در سال ۱۹۷۰ رتبه ۳۹ در جدول تک‌آهنگ‌های برتر در ایتالیا را از آن خود کرد.

## پرسنل
- جیمی پیج - گیتار لید
- رابرت پلنت - آوازخوان اصلی
- جان پل جونز - گیتار بیس
- جان بونام - درامر